# Cele treizeci și nouă de trepte
Cele treizeci și nouă de trepte sau 39 de trepte (în engleză The Thirty-Nine Steps) este un roman al scriitorului scoțian John Buchan. A apărut prima dată în foileton în Blackwood's Magazine în august și septembrie 1915 înainte de a fi publicat în octombrie 1915 sub formă de carte de editura William Blackwood and Sons din Edinburgh. A fost adaptat ca film de mai multe ori, în 1935, 1959, 1978 sau 2008.
Richard Hannay, protagonistul din Cele treizeci și nouă de trepte, își continuă aventurile în romanul lui Buchan Mantia verde din 1916.